# Slovenské Kľačany
Slovenské Kľačany (bis 1927 slowakisch „Klačany“; ungarisch Tótkelecsény) ist eine Gemeinde im Süden der Slowakei mit 176 Einwohnern (Stand 31. Dezember 2024). Sie gehört zum Okres Veľký Krtíš, einem Kreis des Banskobystrický kraj.

## Geographie

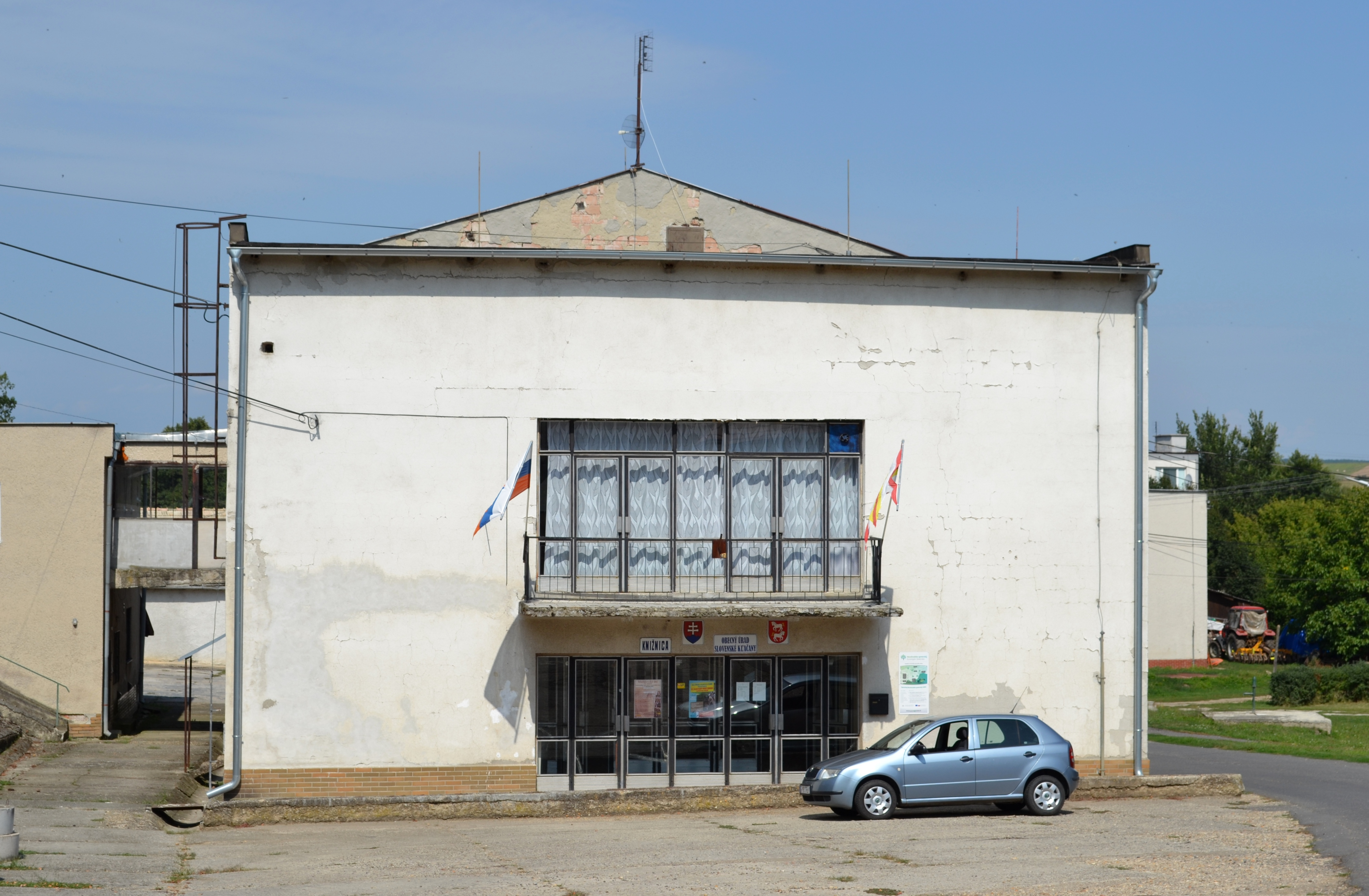
Gemeindeamt von Slovenské Kľačany

Die Gemeinde befindet sich am südöstlichen Rand der Hochebene Krupinská planina im Tal des Flüsschens Tisovník, wo dieser weiter in das Talbecken Ipeľská kotlina fließt. Das Ortszentrum liegt auf einer Höhe von 201 m n.m. und ist 13 Kilometer von Veľký Krtíš entfernt.
Nachbargemeinden sind Horná Strehová im Norden und Osten, Vieska im Osten und Südosten, Pôtor im Süden, Dolné Strháre im Westen und Senné und Brusník im Nordwesten.

## Geschichte
Slovenské Kľačany wurde zum ersten Mal 1379 als Kelechen schriftlich erwähnt und war Bestandteil der Herrschaft Divín, ab dem 17. Jahrhundert gehörte ein Teil der Ansiedlungen der Familie Madách. 1828 zählte man 32 Häuser und 223 Einwohner, die als Landwirte und Schafhalter beschäftigt waren, dazu gab es hier ein Großgut von E. Janssen.
Bis 1918/1919 gehörte der im Komitat Neograd liegende Ort zum Königreich Ungarn und kam danach zur Tschechoslowakei beziehungsweise heute Slowakei. 

## Bevölkerung
| Jahr                | 1994 | 2004    | 2014    | 2024     |
| ------------------- | ---- | ------- | ------- | -------- |
| Anzahl der Personen | 172  | 165     | 158     | 176      |
| Unterschied         |      | −4,06 % | −4,24 % | +11,39 % |

| Jahr                | 2023 | 2024    |
| ------------------- | ---- | ------- |
| Anzahl der Personen | 175  | 176     |
| Unterschied         |      | +0,57 % |

Gemäß der Volkszählung 2011 wohnten in Slovenské Kľačany 158 Einwohner, davon 151 Slowaken, zwei Magyaren und ein Tscheche. Vier Einwohner machten keine Angabe zur Ethnie.
83 Einwohner bekannten sich zur römisch-katholischen Kirche, 33 Einwohner zur Evangelischen Kirche A. B., zwei Einwohner zur evangelisch-methodistischen Kirche und ein Einwohner zur orthodoxen Kirche. 12 Einwohner waren konfessionslos und bei 21 Einwohnern wurde die Konfession nicht ermittelt.

## Bauwerke

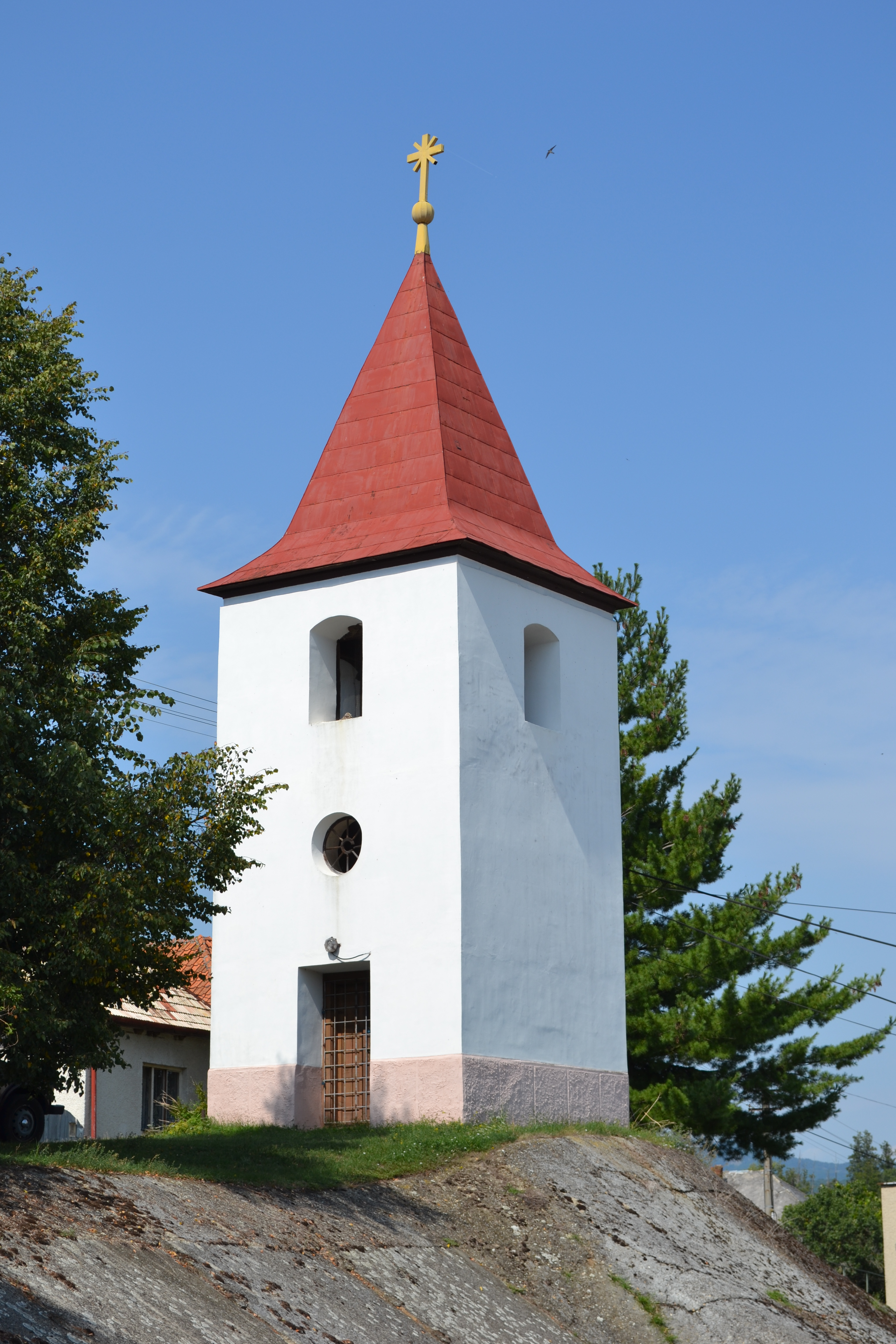
Glockenturm

- Glockenturm

## Verkehr
Nahe Slovenské Kľačany kreuzt sich die Straße 1. Ordnung 75 von Veľký Krtíš nach Lučenec mit der Straße 2. Ordnung 591 von Dolná Strehová nach Vígľaš.